# Eucythere argus
Eucythere argus är en kräftdjursart som först beskrevs av Georg Ossian Sars 1866.  Eucythere argus ingår i släktet Eucythere och familjen Eucytheridae. Arten är reproducerande i Sverige. Inga underarter finns listade i Catalogue of Life.